# Ponometia altera
Ponometia altera là một loài bướm đêm thuộc họ Noctuidae. Nó được tìm thấy ở phần phía nam của Hoa Kỳ, bao gồm New Mexico, Arizona và California.
Sải cánh dài khoảng 21 mm.
Ấu trùng ăn các loài Ericameria.